# Spektr-R
Spektr-R eller RadioAstron er et russisk radioteleskop i rummet, der for tiden er det største rumteleskop i kredsløb om Jorden. Det drives af Ruslands Videnskabsakademi og blev sendt i kredsløb om Jorden den 18. juli 2011. Teleskopets højde over Jorden er mellem 10.000 km og 390.000 km, hvilket er omkring 700 gange længere ude end Hubble-rumteleskopet. Det vigtigste videnskabelige mål med missionen er studiet af astronomiske objekter med en optisk opløsning på indtil få milliontedele af et buesekund. Dette gennemføres ved at bruge satellitten i sammenhæng med jordbaserede observatorier og interferometriteknikker.
Den 11. januar 2019 ophørte kommunikationen med teleskopet og missionen blev erklæret indstillet april 2019.